# Andreasbrunnen (Kamenz)

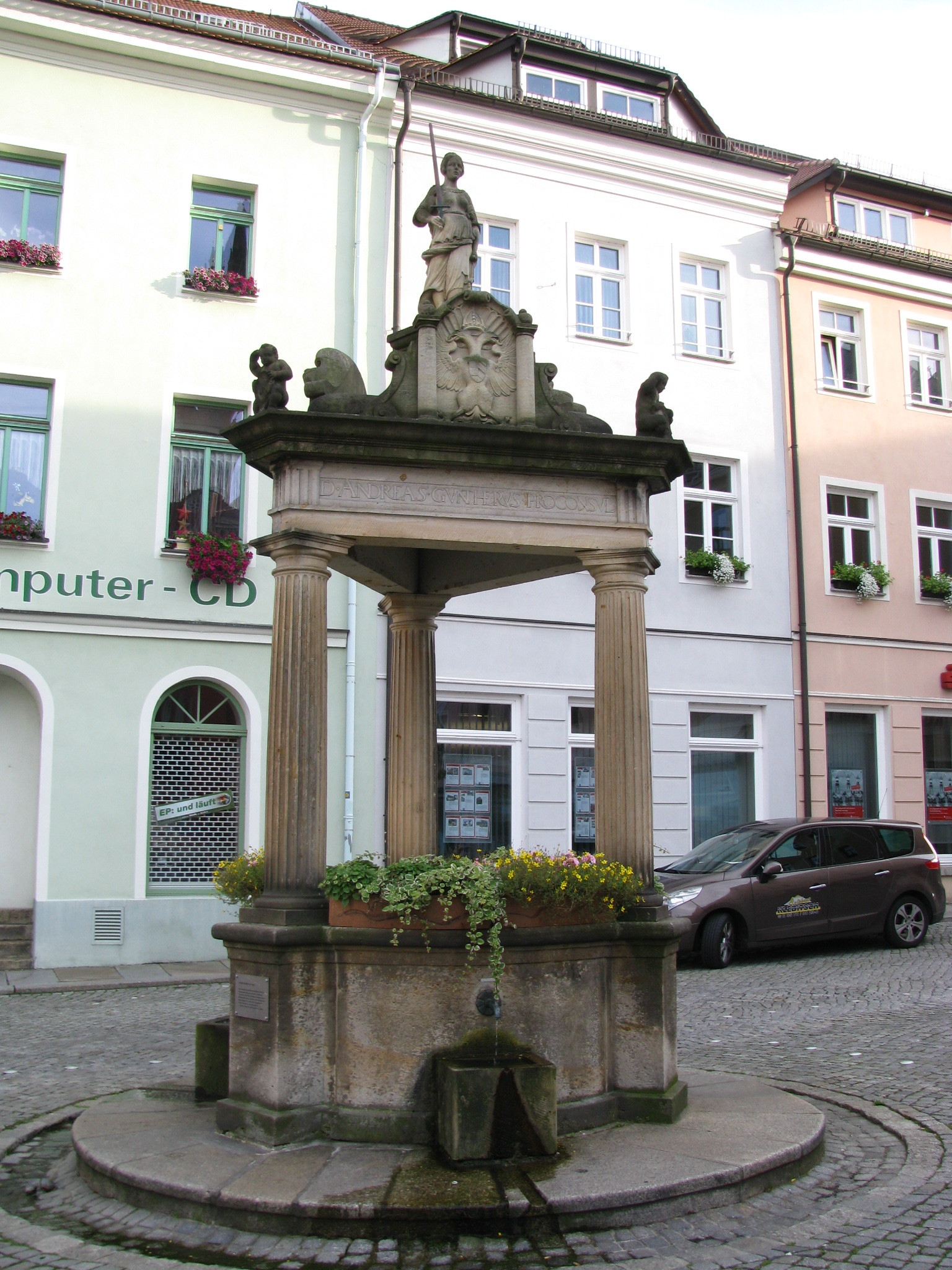
Der Andreasbrunnen in Kamenz

Der Andreasbrunnen auf dem Marktplatz von Kamenz ist eine 1570 in hellem Sandstein ausgeführte Brunnenanlage, mit der sich der Stifter, der Kamenzer Bürgermeister Andreas Günther, ein Denkmal setzte.

## Baugeschichte
Der Brunnen wurde um 1570 im Stil der Spätrenaissance erbaut. Der Aufbau besteht aus drei ca. 1,70 Meter hohen Säulen in toskanischer Ordnung mit abgerundeten Kannelüren. Auf ihnen ruht ein baldachinartiger Aufbau, der in Antiquaschrift umlaufend Hinweise auf den Stifter trägt. An jeweils einer Seite sind als Bildhauerarbeiten die Wappen von Kamenz, des Königreiches Böhmen und des Deutschen Reiches, an den Ecken Puttenfiguren angebracht. Der Brunnen wird von einer Justitia mit Schwert und Waage, als Sinnbild der Gerechtigkeit, gekrönt. Eine Mitarbeit des Dresdner Bildhauers Christoph Walther II (1534–1584) wird nicht ausgeschlossen. Vergleichbare Brunnenanlagen sind von Gregor Richter aus Leipzig und Oschatz bekannt.
Die Stiftung des Andreasbrunnens wird auf den Oberlausitzer Pönfall von 1547 zurückgeführt, bei dem den Mitgliedsstädten des Oberlausitzer Sechsstädtebundes, darunter auch Kamenz, hohe Geldtribute auferlegt, sowie viele Privilegien, darunter auch das Gericht und das Marktrecht, entzogen wurden. Erst 1562 konnten die Privilegien teilweise wiederhergestellt werden, was auch dem Verhandlungsgeschick des Kamenzer Bürgermeisters Günther zugeschrieben wird.